# Cobergius canus
Cobergius canus är en tvåvingeart som beskrevs av Barnes 1981. Cobergius canus ingår i släktet Cobergius och familjen Helosciomyzidae. Inga underarter finns listade i Catalogue of Life.